# Loek Dikker
Loek Dikker est un musicien, compositeur, pianiste, arrangeur et chef d'orchestre néerlandais, né le 28 février 1944 à Amsterdam.
Il est principalement connu pour ses musiques de films, notamment celle de Body Parts, mais aussi pour ses collaborations dans le milieu du jazz.

## Filmographie

### Compositeur
- 1983 : Le Quatrième Homme
- 1987 : L'Île de Pascali
- 1991 : Body Parts
- 1992 : The Tigress (Die Tigerin) de Karin Howard
- 1995 : The Babysitter

## Distinctions

### Récompenses
- Saturn Award :
  - Saturn Award de la meilleure musique 1992 (Body Parts)
- Festival du cinéma néerlandais
  - Récompense spéciale pour l'ensemble de sa carrière